# Coleophora immersa
Coleophora immersa é uma espécie de mariposa do gênero Coleophora pertencente à família Coleophoridae.